# Expedição 64
Expedição 64 é a 64ª missão de longa duração para a Estação Espacial Internacional, com início ocorrido dia 12 de outubro de 2020 com o desacomplamento da Soyuz MS-16. A Expedição consistiu em três tripulantes lançados a bordo do Soyuz MS-17, com o restante da tripulação lançada a bordo do voo da Crew-1, o primeiro voo operacional da espaçonave Crew Dragon da SpaceX e do Programa de Tripulações Comerciais.

## Tripulação
| Posição             | Outubro-Novembro de 2020 | Novembro de 2020-Abril de 2021 | Abril de 2021        |                  |
| ------------------- | ------------------------ | ------------------------------ | -------------------- | ---------------- |
| Comandante          | Sergei Ryjikov           | Sergei Ryjikov                 | Sergei Ryjikov       |                  |
| Engenheira de voo 1 | Kathleen Rubins          | Kathleen Rubins                | Kathleen Rubins      |                  |
| Engenheiro de voo 2 | Sergey Kud-Sverchkov     | Sergey Kud-Sverchkov           | Sergey Kud-Sverchkov |                  |
| Engenheiro de voo 3 |                          | Michael Hopkins                | Michael Hopkins      | Michael Hopkins  |
| Engenheiro de voo 4 |                          | Victor J. Glover               | Victor J. Glover     | Victor J. Glover |
| Engenheiro de voo 5 |                          | Soichi Noguchi                 | Soichi Noguchi       | Soichi Noguchi   |
| Engenheira de voo 6 |                          | Shannon Walker                 | Shannon Walker       | Shannon Walker   |
| Engenheiro de voo 7 |                          |                                | Oleg Novitskiy       |                  |
| Engenheiro de voo 8 |                          |                                | Pyotr Dubrov         |                  |
| Engenheiro de voo 9 |                          |                                | Mark Vande Hei       |                  |

## Garatéa-ISS
O terceiro experimento Brasileiro estudantil como parte do projeto Garatéa-ISS, do Colégio Regina Coeli (MT), que investiga como a molécula de lactose se comporta no espaço, foi enviado na missão SpaceX CRS-21 para a Expedição 64, em 2020.